# Ipermarca
Ipermarca là một chi bướm đêm thuộc họ Erebidae.